# Noémie Schmidt
Noémie Schmidt (Sion, 18 novembre 1990) è un'attrice svizzera, conosciuta soprattutto per il ruolo di Enrichetta d'Inghilterra nella serie televisiva franco-canadese Versailles.

## Infanzia e giovinezza
Primogenita di tre figli di un avvocato e di una biologa, Noémie si appassiona ben presto al canto lirico, che pratica al Conservatorio di Sion dal 2004 al 2008.
Terminati gli studi superiori decide di fare un viaggio da sola negli Stati Uniti, per poi iscriversi all'École Internationale de Théâtre Lassaâd di Bruxelles; al contempo dà lezioni di canto ai bambini al Théâtre Royal de la Monnaie.

## Carriera
Debutta sullo schermo nel 2012 con il cortometraggio di Ewa Brykalska Coda, che le vale il premio di Interpretazione femminile nel festival "Premiers plans" d'Angers.
Nel 2014 muove i suoi primi passi nel cinema col cortometraggio di Victor-Emmanuel Boinem La vita davanti a sé (La vie devant soi) per poi interpretare nel 2015 il ruolo di protagonista accanto a Claude Brasseur nel film L'étudiante et monsieur Henri. La pellicola le vale una candidatura al premio César come miglior promessa femminile.
Nello stesso anno è Enrichetta d'Inghilterra nella serie di Canal+ Versailles. Nel 2016 torna al cinema con due nuovi film: Radin! di Fred Cavayé (uscito il 28 settembre in Francia) e For this is my body di Paule Muret (uscito il 2 novembre in Francia).

## Filmografia

### Cinema
- Coda, regia di Ewa Brykalska – cortometraggio (2012)
- Dolça, regia di Laure Bourdon – cortometraggio (2013)
- Julia, regia di Maud Neve e Nora Burlet – cortometraggio (2014)
- Locanda, regia di Lucas Pannatier – cortometraggio (2014)
- La vita davanti a sé, regia di Victor-Emmanuel Boinem (2014)
- L'Étudiante et Monsieur Henri, regia di Ivan Calbérac (2015)
- Un tirchio quasi perfetto (Radin!), regia di Fred Cavayé (2016)
- For This Is My Body, regia di Paule Muret (2016)
- Non tutte le sciagure vengono dal cielo regia di Michael Steiner (2018)
- Parigi è nostra (Paris est a nous), regia di Elisabeth Vogler (2019)

### Televisione
- Le premier été, regia di Marion Sarraut – film TV (2014)
- Mary Higgins Clark: Tu che mi hai amato tanto (Toi que j'aimais tant), regia di Olivier Langlois – film TV (2014)
- Versailles – serie TV, 12 episodi (2015-2017)
- La llum d'Elna, regia di Sílvia Quer – film TV (2017)
- Anthracite, regia di Julius Berg - Serie TV (2024)

### Teatro
- Ubu re (2003)